# Kuwait ai Giochi della XX Olimpiade
Il Kuwait partecipò ai Giochi della XX Olimpiade che si sono svolti a Monaco di Baviera dal 26 agosto all'11 settembre 1972, con una delegazione di quattro atleti, di cui due iscritti ad altrettante gare di atletica leggera e due a gare di nuoto. Portabandiera alla cerimonia di apertura fu Younis Abdallah, che gareggiò sui 100 metri piani. Fu la seconda partecipazione di questo Paese ai Giochi. Non fu conquistata nessuna medaglia.